# Love Is the Drug
"Love Is the Drug" is een nummer van de Britse band Roxy Music. Het nummer verscheen op hun album Siren uit 1975. In september van dat jaar werd het nummer uitgebracht als de eerste single van het album.

## Achtergrond
"Love Is the Drug" is geschreven door zanger Bryan Ferry en saxofonist Andy Mackay en geproduceerd door Chris Thomas. Het was oorspronkelijk een instrumentaal nummer van Mackay, waar Ferry een tekst bij schreef. Hij vertelde dat hij geïnspireerd raakte voor de tekst toen hij door het Londense Hyde Park liep en tegen bladeren schopte. De baslijn van John Gustafson bleek een grote invloed te hebben. Zo vertelde Chic-gitarist Nile Rodgers dat de timing in de baslijn bijna identiek is aan het Chic-nummer "Good Times".
"Love Is the Drug" groeide uit tot een van de grootste hits van Roxy Music, met een tweede plaats in de Britse hitlijsten als hoogtepunt. Tevens was het de eerste hit van de groep in de Amerikaanse Billboard Hot 100, waar het tot de dertigste plaats kwam. Enkel hun cover van het John Lennon-nummer "Jealous Guy", die enkele maanden na de moord op Lennon werd uitgebracht, werd een grotere hit. In Nederland bereikte het nummer de achtste plaats in de Top 40 en de negende plaats in de Nationale Hitparade, terwijl in Vlaanderen de vijftiende plaats in de voorloper van de Ultratop 50 werd behaald. De Rock and Roll Hall of Fame nam het nummer op in hun lijst "The 500 Songs That Shaped Rock and Roll".

## Andere uitvoeringen
- In 1980 zette Grace Jones een cover van "Love Is the Drug" op haar album Warm Leatherette. Later dat jaar bracht zij het nummer uit als de tweede single van het album. Deze versie werd nergens een hit. In 1985 werd een remix van de cover uitgebracht op het compilatiealbum Island Life, die werd uitgebracht als de tweede single van dit album. Ditmaal werd het een kleine hit in het Verenigd Koninkrijk en Ierland, waar het respectievelijk tot de plaatsen 35 en 18 in de hitlijsten kwam.

- Ali Campbell nam het op voor zijn vierde soloalbum Great British Songs uit 2010. De (voormalige) leadzanger van reggaeband UB40 bracht met dit album een eerbetoon aan de Britse popmuziek waarmee hij in de jaren 60 en 70 is opgegroeid.

## Hitnoteringen
Alle noteringen zijn behaald door de versie van Roxy Music.

### Nederlandse Top 40
| Hitnotering: 13-03-1976 t/m 15-05-1976 | Hitnotering: 13-03-1976 t/m 15-05-1976 | Hitnotering: 13-03-1976 t/m 15-05-1976 | Hitnotering: 13-03-1976 t/m 15-05-1976 | Hitnotering: 13-03-1976 t/m 15-05-1976 | Hitnotering: 13-03-1976 t/m 15-05-1976 | Hitnotering: 13-03-1976 t/m 15-05-1976 | Hitnotering: 13-03-1976 t/m 15-05-1976 | Hitnotering: 13-03-1976 t/m 15-05-1976 | Hitnotering: 13-03-1976 t/m 15-05-1976 | Hitnotering: 13-03-1976 t/m 15-05-1976 | Hitnotering: 13-03-1976 t/m 15-05-1976 |
| Week                                   | 1                                      | 2                                      | 3                                      | 4                                      | 5                                      | 6                                      | 7                                      | 8                                      | 9                                      | 10                                     |                                        |
| -------------------------------------- | -------------------------------------- | -------------------------------------- | -------------------------------------- | -------------------------------------- | -------------------------------------- | -------------------------------------- | -------------------------------------- | -------------------------------------- | -------------------------------------- | -------------------------------------- | -------------------------------------- |
| Positie                                | 25                                     | 19                                     | 14                                     | 11                                     | 10                                     | 9                                      | 8                                      | 9                                      | 16                                     | 32                                     | uit                                    |

### Nationale Hitparade
| Hitnotering: 20-03-1976 t/m 08-05-1976 | Hitnotering: 20-03-1976 t/m 08-05-1976 | Hitnotering: 20-03-1976 t/m 08-05-1976 | Hitnotering: 20-03-1976 t/m 08-05-1976 | Hitnotering: 20-03-1976 t/m 08-05-1976 | Hitnotering: 20-03-1976 t/m 08-05-1976 | Hitnotering: 20-03-1976 t/m 08-05-1976 | Hitnotering: 20-03-1976 t/m 08-05-1976 | Hitnotering: 20-03-1976 t/m 08-05-1976 | Hitnotering: 20-03-1976 t/m 08-05-1976 |
| Week                                   | 1                                      | 2                                      | 3                                      | 4                                      | 5                                      | 6                                      | 7                                      | 8                                      |                                        |
| -------------------------------------- | -------------------------------------- | -------------------------------------- | -------------------------------------- | -------------------------------------- | -------------------------------------- | -------------------------------------- | -------------------------------------- | -------------------------------------- | -------------------------------------- |
| Positie                                | 16                                     | 14                                     | 9                                      | 10                                     | 9                                      | 9                                      | 13                                     | 22                                     | uit                                    |

### NPO Radio 2 Top 2000
| Nummer met noteringen in de NPO Radio 2 Top 2000 | '99 | '00 | '01 | '02 | '03  | '04 | '05  | '06  | '07  | '08  | '09  | '10  | '11  | '12  | '13  | '14  | '15  | '16  | '17  | '18  | '19  | '20  | '21  | '22 | '23  |
| ------------------------------------------------ | --- | --- | --- | --- | ---- | --- | ---- | ---- | ---- | ---- | ---- | ---- | ---- | ---- | ---- | ---- | ---- | ---- | ---- | ---- | ---- | ---- | ---- | --- | ---- |
| Love Is the Drug                                 | 679 | 638 | 756 | 667 | 1066 | 830 | 1188 | 1071 | 1348 | 1054 | 1122 | 1296 | 1363 | 1545 | 1325 | 1468 | 1748 | 1679 | 1710 | 1876 | 1932 | 1785 | 1904 | -   | 1864 |

1. ↑  Een '-' betekent dat het nummer niet was genoteerd en een vetgedrukt getal geeft de hoogste notering aan.
2. ↑  Deze tabel is bijgewerkt tot en met de laatste editie (2024).